# Duurzame energie

Aandeel hernieuwbare energie ten opzichte van de totale energieconsumptie (2015)

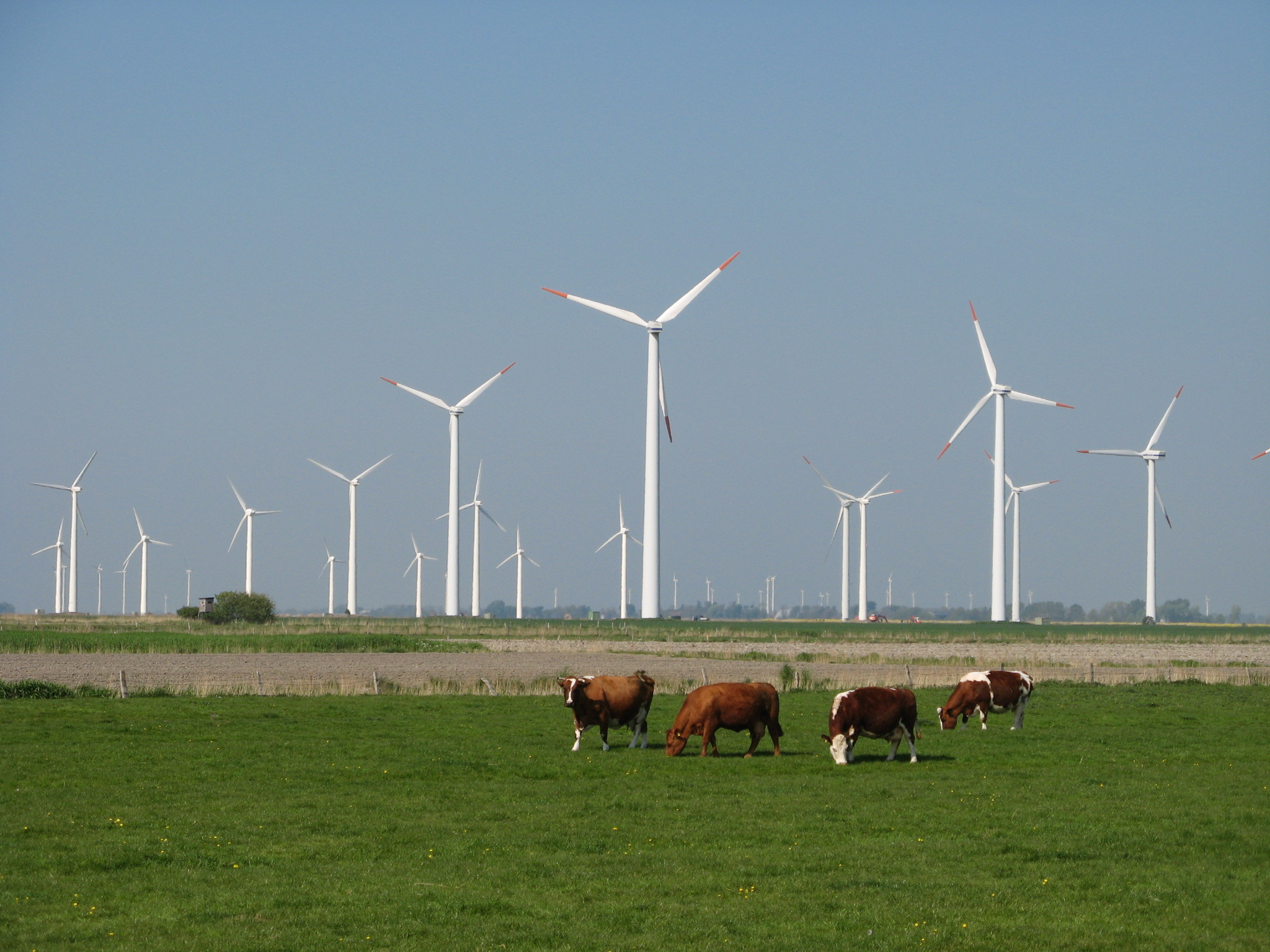
Meer dan honderd meter hoge windmolens in het landschap van Oesterwurth, Duitsland

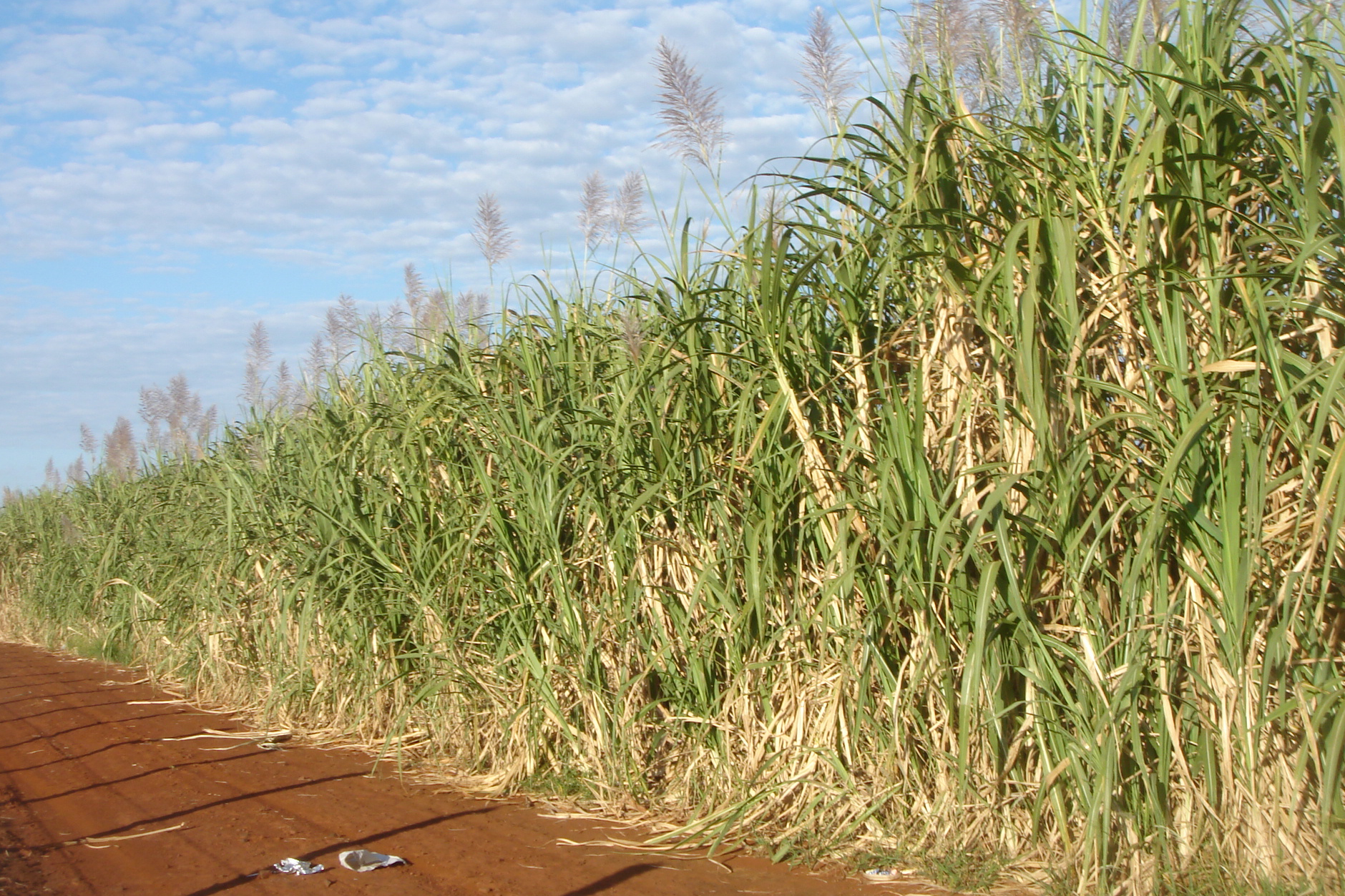
Suikerriet in Brazilië. Hoewel steeds meer restmateriaal wordt gebruikt als biobrandstof, worden nog altijd oerwouden platgebrand voor plantages voor biobrandstoffen.

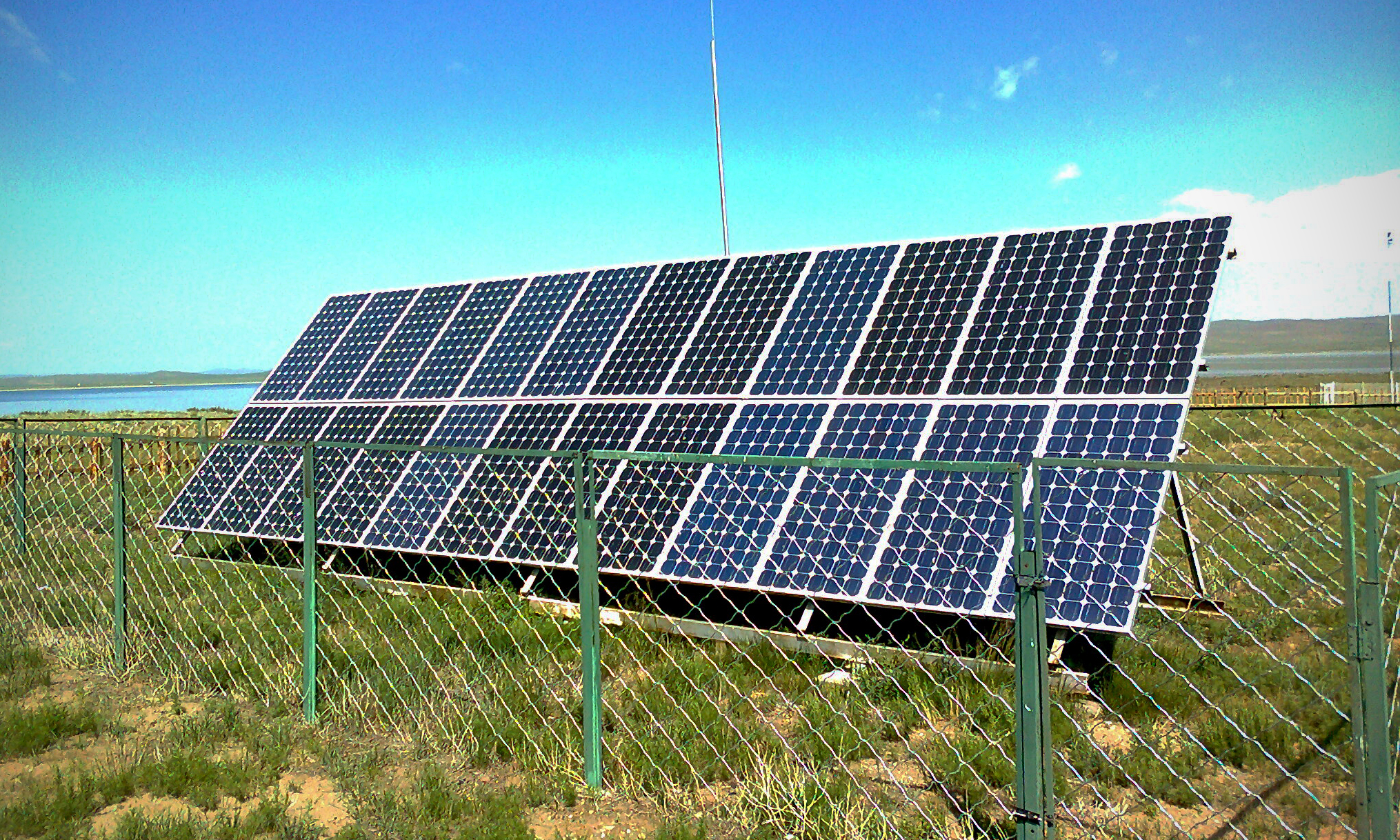
Zonnepanelen op het platteland in Mongolië. Op afgelegen plekken is lokaal opgewekte energie van economisch belang.

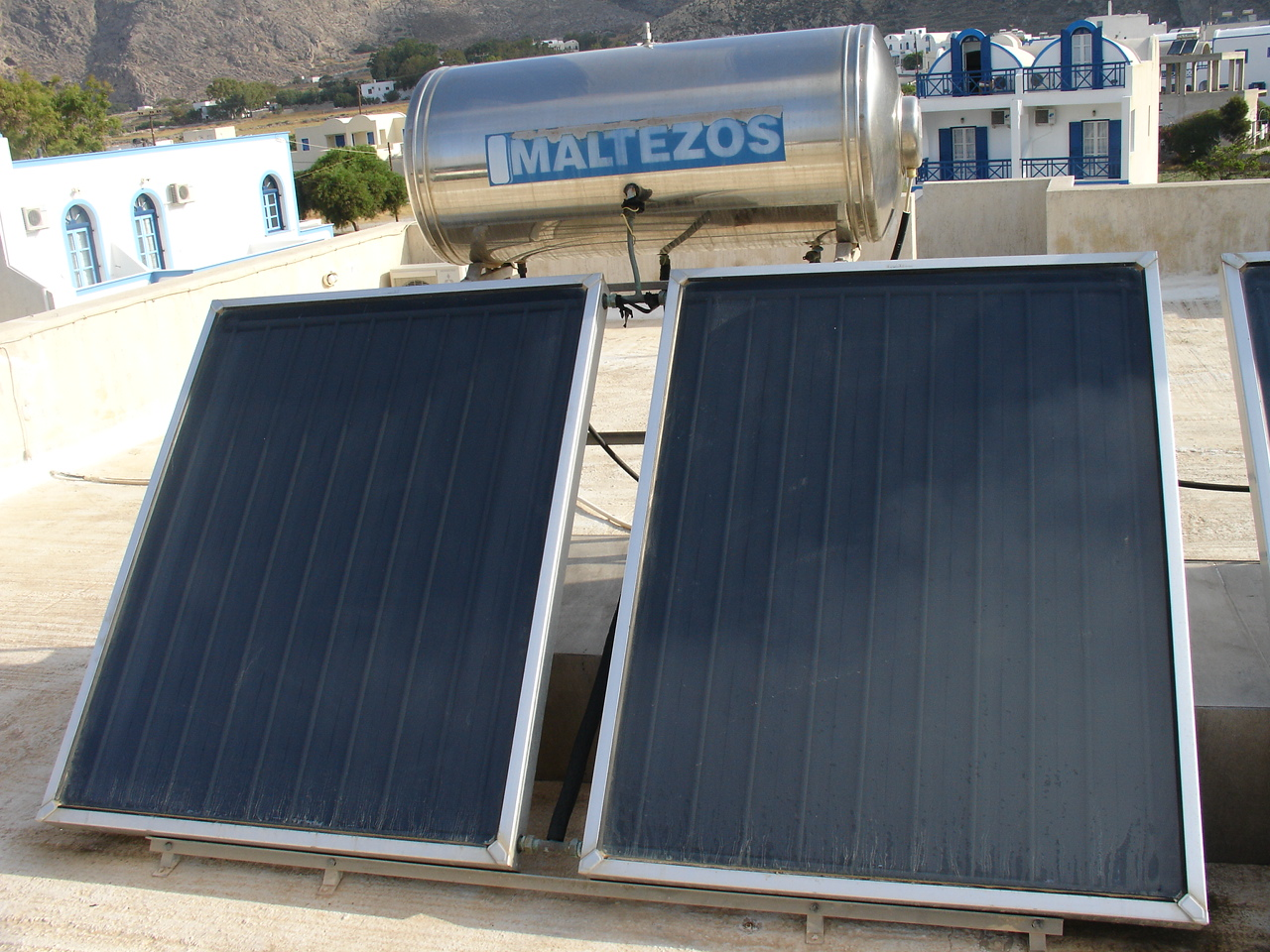
Zonnecollectoren zoals deze in Griekenland leveren warm water. Omdat ze technisch eenvoudig zijn, worden ze ook al veel in ontwikkelingslanden gebruikt.

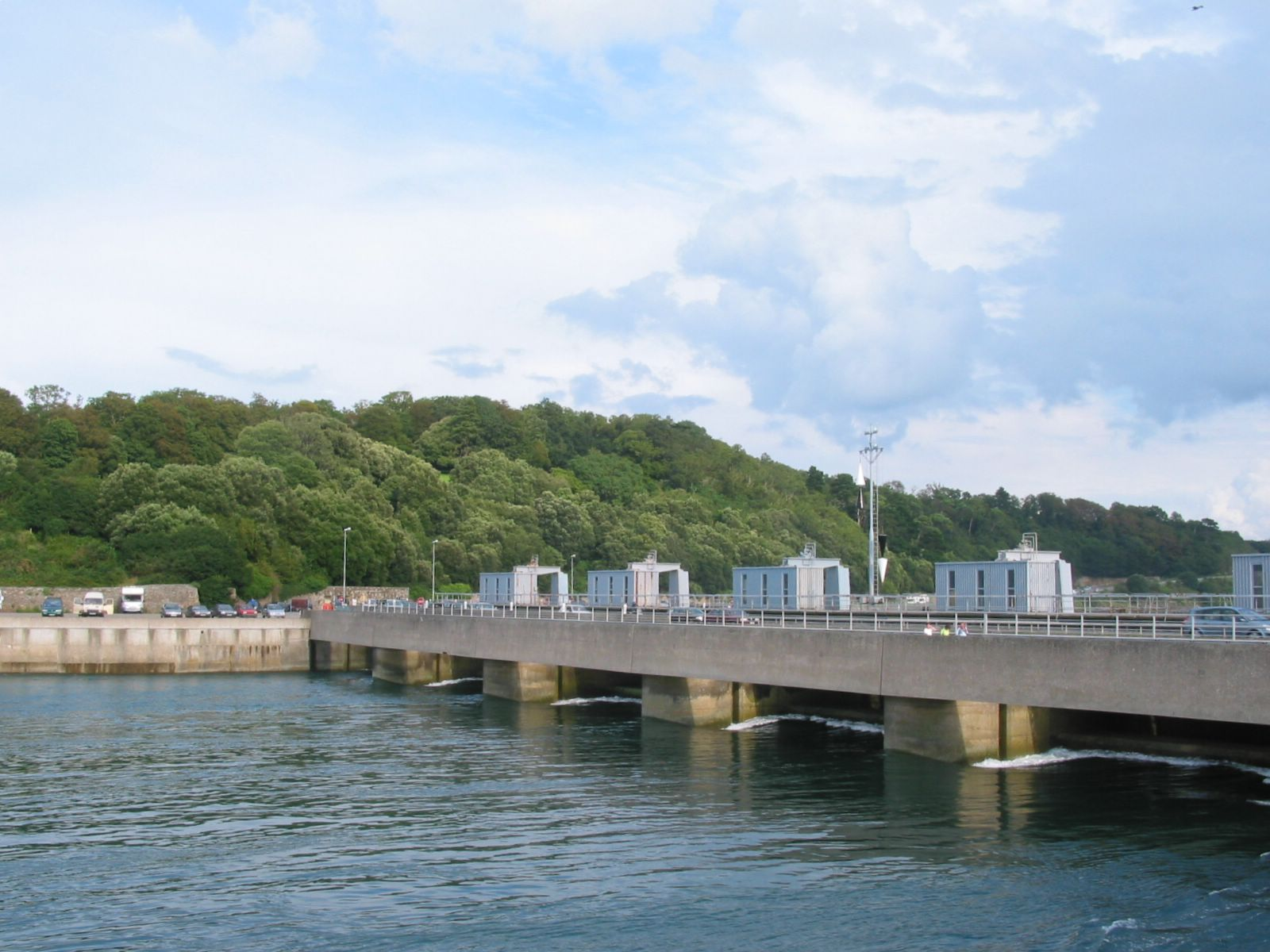
Een getijdenelektriciteitscentrale in Bretagne, Frankrijk

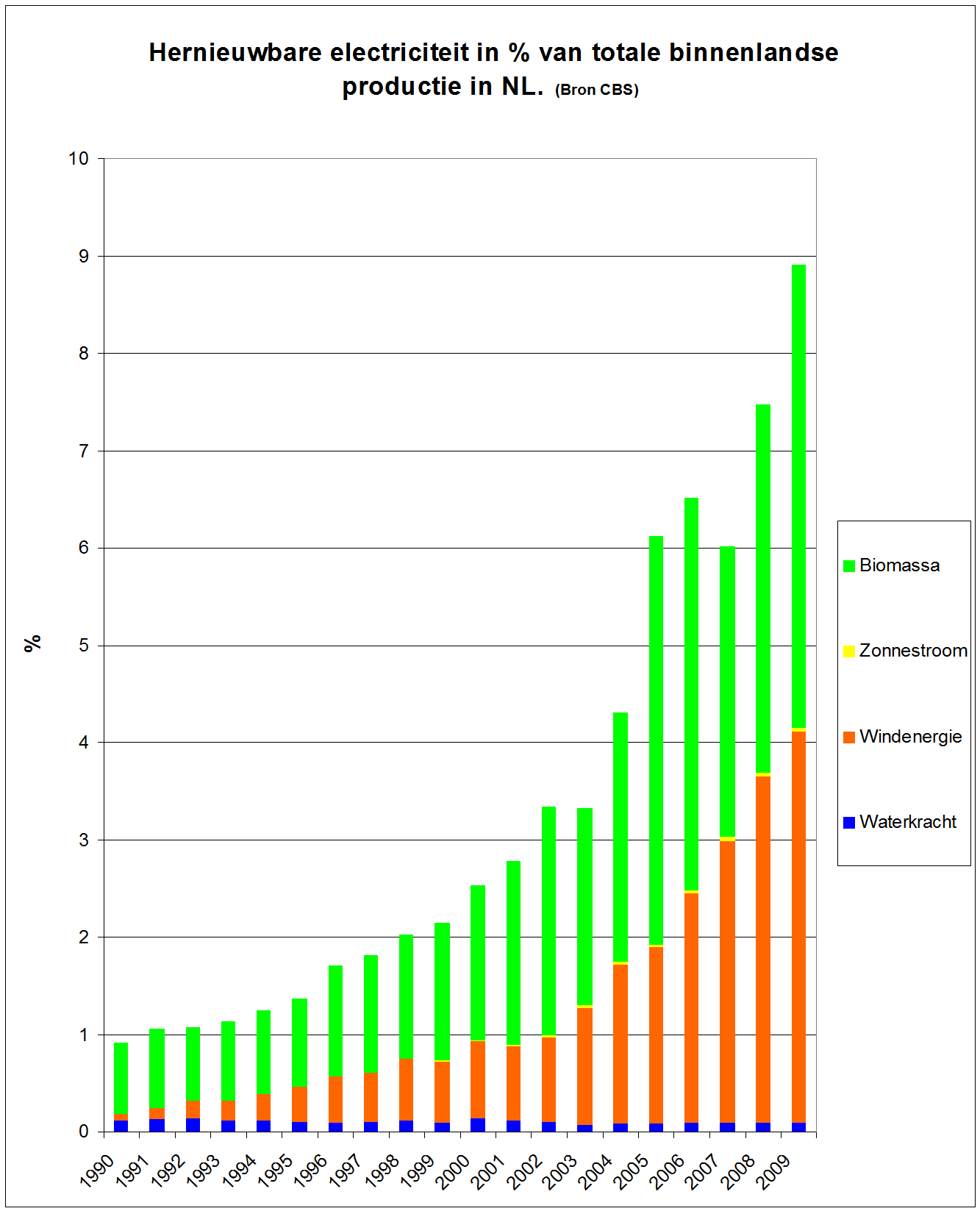
Aandeel duurzame elektriciteit uit binnenlandse energiebronnen (in % van het totale elektriciteitsverbruik in Nederland)

Duurzame energie, groene energie of hernieuwbare energie is energie waarover de mensheid voor onbeperkte tijd kan beschikken en waarbij, door het gebruik ervan, het leefmilieu en de mogelijkheden voor toekomstige generaties niet worden benadeeld.
De vormen van hernieuwbare energie die het meest gebruikt worden, zijn biomassa, waterkracht, windenergie, zonne-energie en aardwarmte.

## Inleiding
Soms worden de termen duurzame energie en hernieuwbare energie als synoniemen gebruikt. Door anderen wordt er wel een onderscheid gemaakt: een hernieuwbare bron moet voor praktisch onbeperkte tijd te gebruiken zijn, een duurzame energiebron moet daarenboven weinig milieuschade met zich meebrengen. Zo bestaat er discussie over de duurzaamheid van het gebruik van biomassa als energiebron, maar wordt biomassa wel tot de hernieuwbare energiebronnen gerekend. Daarnaast worden nog andere gerelateerde termen gehanteerd, zoals schone energie en groene energie, waarbij meestal de nadruk op de milieu- en klimaatimpact ligt. De Engelse term low carbon energy, 'CO2-arme energie' omvat ook kernenergie en het gebruik van fossiele brandstoffen met CO2-afvang en -opslag en is dus niet een synoniem voor hernieuwbare energie, maar CO2-arme energie komt wel voor in de context van verduurzaming van de energievoorziening. Zo is kernenergie opgenomen in de EU-Taxonomie voor duurzame activiteiten en zet de Nederlandse overheid ook in op kernenergie als onderdeel van de overgang naar een duurzame energievoorziening.
Om de opwarming van de aarde tegen te gaan is een lagere CO2-uitstoot, onder meer door de electriciteitsproductie, steeds belangrijker geworden. Het vervangen van fossiele energiebronnen door hernieuwbare energie, oftewel de energietransitie, krijgt daarbij logischerwijs veel aandacht. Op basis van een rapport van REN21 uit 2017 droegen duurzame energiebronnen 19,3% bij aan het wereldwijde energieverbruik en 24,5% aan hun opwekking van elektriciteit in 2015 en 2016. Deze energie is verdeeld als 8,9% afkomstig van traditionele biomassa, 4,2% als warmte-energie (moderne biomassa, geothermie en zonnewarmte), 3,9% van waterkracht en de resterende 2,2% is elektriciteit uit windenergie, zonne-energie, geothermie en andere vormen van biomassa.
Ondanks de toename in productie en gebruik van duurzame energie lukte het op mondiaal niveau ook in 2019 niet om het gebruik van fossiele brandstoffen te verminderen; integendeel: het gebruik van fossiele brandstoffen stijgt eveneens. Op enkele plaatsen lukt dit iets beter. Maar zelfs in Duitsland, dat sterk inzet op duurzame energie, daalt de uitstoot van CO2 maar weinig.

## Definities
De Verenigde Naties definieert hernieuwbare energie ('renewable energy') als "energie uit natuurlijke bronnen die sneller worden aangevuld dan verbruikt." Duurzame energie ('sustainable energy') wordt door VN-organisaties in een bredere context beschouwd, vanuit de definitie van duurzaamheid ('sustainability') uit het Brundtland-rapport: "voorzien in de behoeften van het heden zonder het vermogen van toekomstige generaties om in hun eigen behoeften te voorzien in gevaar te brengen." In de mondiale Duurzameontwikkelingsdoelstellingen van de VN wordt op het gebied van energie richting 2030 onder andere gestuurd op universele toegang tot betaalbare, betrouwbare en moderne energiediensten, terugdringen van emissies, vergroting van het aandeel hernieuwbare energie en snellere toename van de energie-efficiëntie. Daarbij wordt niet alleen rekening gehouden met de ecologische duurzaamheid, maar ook met de economische en sociale duurzaamheid. In het RISE-rapport van de Wereldbank worden toegang tot elektriciteit, energie-efficiëntie en hernieuwbare energie als de pijlers van duurzame energie genoemd. Voor bepaalde ontwikkelingslanden komt daar ook toegang tot koken op schone energie bij.
De Europese Unie definieert hernieuwbare energie als "energie uit hernieuwbare niet-fossiele bronnen, namelijk windenergie, zonne-energie (thermische zonne-energie en fotovoltaïsche energie) en geothermische energie, omgevingsenergie, getijdenenergie, golfslagenergie en andere energie uit de oceanen, waterkracht, en energie uit biomassa, stortgas, gas van rioolzuiveringsinstallaties, en biogas." Om te definiëren wat door de EU als ecologisch duurzame economische activiteiten (waaronder energieproductie) worden aangemerkt is de EU-Taxonomie opgesteld. Leidend daarin is het beginsel "geen ernstige afbreuk doen" (Do No Significant Harm - DNSH), bekeken aan de hand van zes mogelijke milieueffecten, waaronder impact op klimaatverandering en biodiversiteit. Op basis daarvan is bepaald dat o.a. kernenergie en aardgas in de EU voorlopig ook als duurzame investeringen worden aangemerkt.
De Nederlandse overheid volgt de Europese Hernieuwbare energierichtlijn (RED II) en hanteert daarom dezelfde definitie voor hernieuwbare energie als de EU. Hernieuwbare en duurzame energie worden regelmatig als synoniemen gebruikt, onder andere door de Rijksdienst voor Ondernemend Nederland en het Centraal Bureau voor de Statistiek. In de context van verduurzaming van de energievoorziening, worden niet alleen hernieuwbare energiebronnen maar ook andersoortige energiebronnen of -maatregelen meegenomen. Zo maakt kernenergie onderdeel uit van de kabinetsplannen om de klimaatdoelen te behalen en worden met de Stimulering Duurzame Energieproductie en Klimaattransitie (SDE++) niet uitsluitend aan hernieuwbare energiebronnen subsidies verleend, maar ook aan andere activiteiten die de CO2-uitstoot verminderen.
Het Internationaal Energieagentschap rekent energie uit zon, wind, waterkracht, biomassa en specifieke kleinere bronnen tot hernieuwbare energie ('renewables'). De organisatie plaatst het begrip duurzame energie ('sustainable energy') in de bredere context van duurzame ontwikkeling, omdat energie hier nauw mee samenhangt op de gebieden van economie, milieu en sociale welvaart. Maatregelen op het gebied van duurzame energie moeten volgens het Energieagentschap een balans vinden tussen die drie dimensies. Dit sluit aan op de interpretaties van de Verenigde Naties en de Europese Unie van duurzame ontwikkeling, gebaseerd op het Brundtland-rapport.
Het Van Dale woordenboek geeft het woord 'hernieuwen' de betekenissen 'weer nieuw maken' of 'weer nieuw worden' (het woord 'hernieuwbaar' is niet in het woordenboek opgenomen). De betekenis van 'duurzaam' is 'lang durend', 'weinig aan slijtage of bederf onderhevig' en/of 'het milieu weinig belastend'. Het Oxford English Dictionary woordenboek geeft voor 'renewables' ('hernieuwbare energiebronnen') de betekenis "soorten energie die op natuurlijke wijze kunnen worden vervangen, zoals energie uit wind of water" en voor 'sustainable' ('duurzaam') de betekenissen "waarbij natuurlijke producten en energie worden gebruikt op een wijze die het milieu niet schaadt" en "wat lang kan doorgaan of voortgezet kan worden".

## Geschiedenis
Sinds de eerste oliecrisis in 1973 is in Nederland onderzoek gedaan naar alternatieve technologie om beter gebruik te maken van de natuurlijke en onuitputtelijke energiebronnen als wind, zon, getijden en golven, onder andere aan het Energieonderzoek Centrum Nederland (ECN) in Petten en het TNO instituut voor milieu, energie en procesinnovatie. Met name in kringen van de oliemaatschappijen werd dit soort onderzoek met enige argwaan bekeken, voor een deel omdat men beducht is de grip op de energiemarkt gedeeltelijk kwijt te raken.
Sommige oliemaatschappijen, zoals Shell, zijn zelf in dit soort onderzoek gestapt, hoewel met tussen de 6 en 10% van de totale investeringen van dit bedrijf deze investeringen nog zeer achterblijven bij de investeringen in fossiele brandstof.

## Geopolitieke impact
Vanaf 2010 is er steeds meer discussie over de geopolitieke impact van het toenemende gebruik van hernieuwbare energie. Er wordt verwacht dat bij voormalige exporteurs van fossiele brandstoffen hun geopolitieke macht zou verzwakken, terwijl landen met veel zonneschijn, wind-, waterkracht- of geothermische bronnen dit zou worden versterkt. Ook wordt verwacht dat landen die rijk zijn aan kritieke materialen voor technologieën, voor hernieuwbare energie meer geopolitieke macht zullen verwerven.
De GeGaLo-index van geopolitieke winsten en verliezen beoordeelt hoe de geopolitieke positie van 156 landen kan veranderen als de wereld volledig overgaat op hernieuwbare energiebronnen. Voormalige exporteurs van fossiele brandstoffen zullen naar verwachting verliezen in de index, terwijl de posities van voormalige importeurs van fossiele brandstoffen en landen die rijk zijn aan hernieuwbare energiebronnen, naar verwachting zullen verbeteren.

## Vormen van duurzame energie

### Zonne-energie
- Zonnepanelen zetten zonlicht om in elektriciteit via PV-cellen. Deze elektriciteit wordt ook wel zonnestroom genoemd.
- Thermische zonne-energie. Dit is een algemene term voor drie soorten energietoepassingen. De eerder genoemde zonneboiler en ruimteverwarming, zoninstraling door ramen in gebouwen, dus benutting zonder speciale apparaten, en concentrated solar power (CSP). Dit laatste is vooral in zuidelijke landen toepasbaar. CSP is het door middel van spiegels concentreren van zonlicht op een te verhitten medium, dat op zijn beurt gebruikt wordt om stoom op te wekken voor de aandrijving van turbinegeneratoren. Een techniek die uitsluitend, maar zeer bruikbaar is voor grootschalige energieopwekking, zoals bij de sinds midden jaren 1980 in bedrijf zijnde zonnekrachtcentrale bij Kramers Junction, Californië (USA).
  - Zonnecollectoren zetten zonlicht om in warmte. Vooral goedkope, grote versies, zoals buizen in asfalt, buitenwanden en dakbedekking, kunnen in combinatie met warmteopslag in grondwater en een warmtepomp juist in Nederland en België tot enorme CO2-reducties leiden.
  - Zonnetoren. Door zonnewarmte wordt er in een verticale pijp een constante luchtstroom ontwikkeld. Dit systeem kan een vermogen hebben gelijk aan dat van een conventionele elektriciteitscentrale.
  - Passieve zonne-energie - passieve methoden voor het winnen van zonne-energie. Hierbij kan gedacht worden aan huizen en gebouwen die zo worden gebouwd dat de zon direct maximaal de ruimtes kan verwarmen, bijvoorbeeld met grote ramen aan de zonkant en kleine raampjes aan de schaduwkant. Wel is het dan verstandig een manier te bedenken om in de zomer de zon buiten te kunnen houden. Dit kan bijvoorbeeld een boom met bladerval zijn. Maar ook een overstek waar de zon in de winter onderdoor schijnt en in de zomer niet. Deze overstek kan dan ook dienen om bijvoorbeeld zonnepanelen op te plaatsen.
- Foto-elektrochemische cellen. Deze hebben in plaats van twee lagen vaste stof als elektroden, een halfgeleidende vaste stof als elektrode en een vloeistof als de andere. Ze kunnen zonlicht direct gebruiken om water te ontleden in waterstof en zuurstof. De Engelse term PEC (photoelectro chemistry) wordt gebruikt om aan deze technieken te refereren. Dit geldt natuurlijk alleen als een duurzame vorm van energie als de grondstoffen niet uit fossiele brandstoffen worden gemaakt.

### Windenergie
Een windturbine gebruikt de kracht van de wind om een elektrische generator aan te drijven en zo elektriciteit op te wekken of om een beweging in gang te zetten, zoals een oude graanmolen. Wind ontstaat doordat luchtstromingen van een hogedrukgebied naar een lagedrukgebied stromen. De luchtdrukverschillen ontstaan door variaties in de hoeveelheid zonne-instraling op het aardoppervlak. Windenergie kan worden verdeeld in windenergie op land en die op zee. Op land is windenergie goedkoper, maar is er minder plaats voor windmolens. Op zee waait het daarbij constanter en harder.
Windenergie wordt ook rechtstreeks gebruikt als stuwkracht voor zeilschepen en er zijn sinds 2016 plannen en experimenten om ook vrachtschepen weer uit te rusten met zeilen.

### Bio-energie
Biomassa is omstreden als duurzame energiebron. Bij het verbranden van biomassa komt CO2 vrij, net als bij aardgas, olie en kolen. De gedachte bij biomassa is dat de CO2 die vrijkomt weer wordt opgenomen door groeiend bos of ander organisch materiaal. Door het ‘aangroeien’ raakt biomassa niet op en is een hernieuwbare bron, anders dan bij aardgas, olie en kolen. De discussie gaat erover of dit in de praktijk ook zo werkt.
Biologische producten kunnen direct als brandstof gebruikt worden, door vergisting brandbaar gas leveren of door raffinage en andere chemische technieken in onder meer ethanol worden omgezet.
Er kan onderscheid worden gemaakt in verschillende generaties.
- De eerste generatie maakte vooral gebruik van suiker, zetmeel en olie. Deze onderdelen van de plant hadden in veel gevallen ook voor menselijke consumptie gebruikt kunnen worden en deze generatie wordt vaak als een van de oorzaken van stijgende voedselprijzen genoemd.
- De tweede generatie maakt gebruik van een groter scala aan biomassa, zoals plantenresten en ontlasting. Er is hiervoor meer geavanceerde techniek benodigd dan voor de eerste generatie.
- Als derde generatie wordt energie uit algen bedoeld. Voor algen is minder oppervlak nodig dan voor planten, eventueel kunnen ze ook uit oppervlaktewater worden geoogst.

### Geothermische energie
- Geothermische energie of aardwarmte. Het winnen van warmte uit de aardbodem.

De binnengebieden van de aarde zijn warmer dan het aardoppervlak. Continu stroomt naar schatting 42 miljoen Megawatt aan warmte naar buiten. Die warmte kan rechtstreeks gebruikt worden om gebouwen te verwarmen, maar ook om elektriciteit op te wekken in een geothermische centrale.
Historisch zijn de oudste geothermische centrales gebouwd op plaatsen waar het magma relatief dicht onder het aardoppervlak komt, maar in principe komen andere plaatsen eveneens in aanmerking. Geothermale waterreservoirs worden gevonden van een paar tientallen meters tot verschillende kilometers onder het aardoppervlak. Naargelang van hun productiecapaciteit onderscheidt men kleine (300 kW tot 10 MW), middelgrote (10 tot 50 MW) en grote (50 tot 100 MW en hoger) geothermische centrales.
Het ontwerp van een geothermische elektriciteitscentrale hangt af van de aard van de geothermale bron. Een drogestoomcentrale gebruikt een ondergronds reservoir waarin zich al stoom onder hoge druk bevindt. Een flitscentrale gebruikt een ondergronds reservoir van oververhit water dat in de centrale tot stoom wordt omgezet. Een binaire centrale gebruikt een primair circuit van water van minder dan 100°C om een secundair circuit aan te drijven waarin een vloeistof met een lager kookpunt circuleert.

### Energie uit zee en rivieren
- Golfslagenergie. De beweging van de golven van de zee wordt gebruikt om elektriciteit op te wekken.
- Getijdenenergie. De verschillen in waterhoogte van de getijden worden via turbines in elektrische energie omgezet.
- Blauwe energie. Dit is energie die kan worden gewonnen door het verschil in zoutconcentratie tussen zeewater en zoetwater.
- Waterkracht. Dit is energie uit hoogteverschillen van water, meestal door de bouw van een stuwdam of bij een natuurlijke waterval.
- OTEC (afkorting van het Engelse ocean thermal energy conversion). Deze techniek maakt gebruik van het temperatuurverschil tussen het oppervlaktewater en de diepere lagen van de oceaan om elektriciteit op te wekken.

## Oplossingen voor variabele duurzame energie
Er is wereldwijd een overvloed aan zonne- en windenergie , maar lokaal zijn die niet altijd voldoende beschikbaar. De vraag naar stroom stopt immers niet als er geen zon schijnt en het windstil is (dit noemt men een dunkelflaute). Om met weersafhankelijke bronnen een betrouwbaar energiesysteem te maken zijn er volgende oplossingen voor handen:

### Internationale stroomverbindingen

Internationale stroomverbindingen in Europa

Veel Europese landen werken samen aan een geïntegreerde Europese energiemarkt. De verschillende nationale elektriciteitsnetwerken worden in toenemende mate aan elkaar gekoppeld. Ook TenneT, de Nederlandse netbeheerder, werkt aan het uitbreiden van de verbindingen met het buitenland. Er worden nieuwe kabels aangelegd naar Duitsland (1,5 GW vermogen) en Denemarken (0,7 GW), en de bestaande verbindingen met Duitsland en België worden uitgebreid. In 2024 verwacht TenneT maximaal 8,4 GW te kunnen importeren of exporteren met deze verbindingen. Ter vergelijking: in dat jaar verwacht TenneT dat Nederland zelf over 36 GW aan operationeel vermogen beschikt, waarvan iets minder dan de helft wind/zon/water als energiebron gebruikt (17 GW). Desondanks zijn er ook meteorologische data bekend waarbij een Dunkelflaute zich gelijktijdig door vrijwel heel Europa voordeed, wat het opvangen met internationale verbindingen bemoeilijkt wanneer de meeste buurlanden afhankelijk zijn van wind- en zonne-energie.

### Reservecapaciteit
Veel landen hebben capaciteitssystemen ingesteld met als doel het openhouden van voldoende conventionele elektriciteitscentrales om de leveringszekerheid te kunnen blijven garanderen, onder andere België, Duitsland, Frankrijk en het Verenigd Koninkrijk. Deze regelingen houden in dat bepaalde elektriciteitsproducenten door de overheid worden verzekerd van inkomsten voor een aantal jaar, zodat het rendabel blijft om de elektriciteitscentrales open te houden en er in te blijven investeren. Met het oog op klimaatverandering is het van belang dat reservecapaciteit op termijn zoveel mogelijk bestaat uit duurzame energiebronnen. Biomassacentrales kunnen bijvoorbeeld duurzaam energie opwekken zonder daarbij afhankelijk te zijn van de weersomstandigheden.

### Energieopslag
Met het opslaan van overtollig opgewekte elektriciteit kunnen pieken en dalen in vraag en aanbod van elektriciteit worden opgevangen. Vooralsnog (2018) is er nog geen infrastructuur aangelegd die dergelijke hoeveelheden elektriciteit kan opslaan, maar er bestaan verschillende projecten en initiatieven die de mogelijkheden verkennen.
- Pompcentrale

De meest gebruikte methode voor elektriciteitsopslag in elektriciteitsnetwerken ter wereld is het gebruik van pompcentrales. Bij een overschot aan elektriciteit wordt met die energie water naar een hoger gelegen bassin gepompt. Wanneer de vraag naar elektriciteit stijgt, laat men het bassin leegstromen langs een turbine die elektriciteit opwekt. Deze techniek wordt met name toegepast in landen met van nature veel hoogteverschil. In Nederland en België bestaan plannen voor pompcentrales die werken door middel van een ringdijk in de zee of een ondergronds bassin. In Nederland is het Plan Lievense bedacht om het Markermeer op deze manier te gebruiken voor energieopslag.
- Power-to-gas

Gas is eenvoudiger op te slaan dan elektriciteit en bovendien meteen inzetbaar in veel bestaande gas-infrastructuur. Een overschot van elektriciteit kan worden gebruikt om waterstof uit water te winnen, door middel van elektrolyse. Deze waterstof kan vervolgens op verschillende manieren worden ingezet. Deze waterstof kan later gebruikt worden om energie op te wekken (de zogenaamde waterstofeconomie). Dit kan met een brandstofcel of door het verbranden van waterstof. Het waterstof kan ook bijvoorbeeld worden toegevoegd aan aardgas, waardoor er minder aardgas gebruikt hoeft te worden. Ook kan er met de toevoeging van koolstofdioxide synthetisch methaan worden geproduceerd. De verschillende processen waarbij elektrische energie wordt omgezet in chemische energie worden power-to-gas genoemd.
- Elektrische auto’s

De verwachting is dat in de toekomst steeds meer mensen over elektrische auto’s beschikken. De accu’s van deze auto’s kunnen worden ingezet om tekorten op het stroomnetwerk op te vangen. Bij een tekort tijdens een dunkelflaute kunnen elektrische auto’s die niet worden gebruikt de elektriciteit uit hun accu’s teruggeven aan het stroomnetwerk. De batterij van een gemiddelde elektrische auto zou een huishouden twee weken van stroom kunnen voorzien.

### Smart grids
Door de vraag naar elektriciteit te sturen kan het risico op tekorten worden verminderd en de beschikbare elektriciteit efficiënter worden verdeeld. Bovendien is de verwachting dat energie in de toekomst steeds meer decentraal wordt opgewekt. Door middel van slimme elektriciteitsnetwerken (smart grids) kunnen netbeheerders, producenten en consumenten beter op elkaar worden afgestemd. Wanneer informatie over piekbelasting en hoge energieprijzen automatisch kan worden doorgegeven aan aangesloten apparaten, kunnen deze bijvoorbeeld pas inschakelen onder een bepaalde elektriciteitsprijs. Smart grids kunnen op die manier ook het stroomverbruik tijdens een dunkelflaute optimaliseren voor de situatie. Verschillende bedrijven werken samen aan een universele standaard voor smart grids, het Universal Smart Energy Framework (USEF).

## Duurzame energie in Europa
In 2005 lanceerde de Europese Commissie het project voor een Europese Energie-unie, waarin duurzame energie een belangrijke rol speelt.
De Europese Unie heeft zich met de Richtlijn 2009/28/EG voorgenomen tegen 2020 in minstens 20% van haar totale energiebehoeften te voorzien door hernieuwbare energie. Dit doel wordt bereikt via nationale doelstellingen, waarbij alle lidstaten minstens 10% van hun transportbrandstoffen uit hernieuwbare bronnen betrekken tegen 2020.

## Duurzame energie in Nederland
Nederland had zich in 2016 op Europees niveau gecommitteerd in 2020 14% van zijn energieverbruik uit hernieuwbare bronnen te betrekken. Dit percentage lag eind 2020 op 11%. Wanneer men slechts naar de elektriciteitsproductie kijkt, lag het percentage hernieuwbaar in 2020 op 26%. In 2021 kwam 33 procent van de totale elektriciteitsproductie uit hernieuwbare bronnen. Hiermee ligt Nederland achter op haar afspraken uit het Energieakkoord voor duurzame groei. In 2022 was het percentage gestegen naar 40%.
In 2024 groeide het hernieuwbare aandeel met 4% naar 54% van de opgewekte stroom.
In het begin van de economische crisis nam het percentage duurzame energie toe, doordat de totale energieconsumptie verminderde en vooral kolencentrales hun productie verminderden. Volgens TNO en de Universiteit Utrecht heeft de Nederlandse regering decennialang ingezet op de groei van de fossiele sector, waardoor de Nederlandse economie in een kwetsbare positie is gekomen. Er zijn aan het begin van de 21e eeuw enkele stappen gezet voor een hernieuwbare energiemix, zoals het gebruik van biobrandstoffen in traditionele kolencentrales (0,1% van energie in 2018). Andere technieken, zoals wind-, water- en zonne-energie, worden steeds meer gebruikt (2,3% van energie in 2018). Sinds enkele jaren wordt meer windenergie gewonnen in Nederland, omdat de productiekosten van windmolens per kilowattuur omlaag zijn gegaan door de grote investeringen van Duitsland en in mindere mate Denemarken in technische ontwikkelingen.
Ook de kosten van zonne-energie daalden in deze periode.

### Overheidsbeleid
Om hernieuwbare energie te stimuleren in Nederland heeft de overheid sinds 2011 de Stimuleringsregeling duurzame energieproductie (SDE+) ingesteld. Deze wordt gefinancierd uit een opslag, genaamd Opslag Duurzame Energie (ODE), die geheven wordt over het verbruik van elektriciteit en aardgas (naast de energiebelasting).
De productie van duurzaam opgewekte elektriciteit of groene stroom groeide in Nederland zeer langzaam in vergelijking met die in andere Europese landen. Een oorzaak hiervan is continu veranderende wetgeving op het gebied van energie, bijvoorbeeld de tijdelijke afschaffing van subsidies na het kabinet Paars II en de afhankelijkheid van de Nederlandse overheid op gasbaten en de traditionele olie-industrie in de Rotterdamse haven. De Nederlandse overheid haalt zo'n 20% van haar inkomsten uit de fossiele sector en sectoren die afhankelijk zijn van de fossiele sector, en heeft dus belang bij het voortbestaan hiervan. Een andere factor is van geologische aard; Nederland heeft niet veel zon, weinig hoogteverschillen (waterkracht), weinig tektonische activiteit (aardwarmte) en ook de beperkte ruimte om windmolens op land te plaatsen.
Na decennia van wisselend duurzaam beleid was Nederland in 2013 afgezakt tot een van de ernstigste vervuilers, en volgens Germanwatch het minst duurzame land van de Europese Unie. In 2015 werden in Nederland nieuwe kolencentrales in gebruik genomen, waardoor in de eerste helft van dit jaar een nationaal record aan kolen werd verstookt. Daar veel gemeenten en provincies alleen goedkope grijze stroom afnemen, zijn meerdere duurzame-energiemaatschappijen gestopt met het inschrijven voor aanbestedingen. Als gevolg van de ontwikkelingen is het percentage duurzaam geproduceerde energie in 2015 gedaald. In dat jaar steeg de CO2-uitstoot met 5%. Wegens een rechtszaak van de burgerbeweging Urgenda is de Nederlandse overheid gehouden aan de doelstelling van minimaal 25% duurzame productie in 2020. De regering Rutte II had haar streefwaarde juist naar beneden bijgesteld naar 14%: het absolute minimum dat door de Europese Unie wordt geëist. Ook dit percentage zou echter niet meer haalbaar zijn. Om belasting te kunnen heffen op duurzaam geproduceerde energie is minister Kamp in 2015 gestart met de landelijke uitrol van slimme meters. Deze meters kunnen niet teruglopen, waardoor eigenaren van zonnepanelen wegens het uitblijven van een terugleververgoeding tot wel 80% van hun inkomsten kwijtraken.
De provincie Noord-Holland maakte eind oktober 2019 bekend dat zij 4,5 miljoen euro investeert in zonne-energieprojecten. Dit geld wordt in de eerste plaats gebruikt om meer zonne-energie op daken, parkeervoorzieningen en bedrijventerreinen mogelijk te maken. Daarnaast wordt gekeken hoe zonnepanelen kunnen worden gebruikt langs provinciale wegen en fietspaden, bij provinciale bruggen en tunnels en op de eigen gebouwen van de provincie.

#### Experiment lokale energieprojecten
De wet- en regelgeving ging tot en met 2014 uit van grootschalige en centrale opwekking van energie. Vanaf 2015 werd de wetgeving versoepeld voor tien kleine (tot maximaal 500 aansluitingen) en tien grote (tot maximaal tienduizend aansluitingen) projecten per jaar. Op die manier wil de overheid lokale initiatieven voor opwekking van duurzame energie stimuleren.

## Duurzame energie in België
België heeft zich er in Europees verband toe verplicht 13% van zijn energie uit duurzame bronnen te halen in 2020. In 2012 bedroeg dit percentage 6,8%.
In 2017 was het gegroeid naar 9,1%.
De Belgische regering heeft besloten kernenergie uit te faseren tot 2025. De extra energievraag zal worden gecompenseerd door een mix van duurzame en fossiele energiebronnen.

## Kosten van duurzame energie

Duurzame energie wordt alsmaar goedkoper.

Van alle genoemde soorten duurzame energie zijn biomassa, waterkracht en geothermische energie van oudsher economisch concurrerend, afhankelijk van de locatie.
- Windenergie uit grote windturbines, meestal in windparken voor de productie van duurzame stroom. Stroom van een windpark op zee was nog ca. 3 keer zo duur, anno 2009, maar de kosten dalen snel. In 2018 won Chinook/Vattenfall de eerste subsidieloze tender. Windpark Hollandse Kust levert schone energie voor 1 miljoen woonhuizen zonder dat er subsidie voor nodig is.
- Warmte voor ruimteverwarming door zoninstraling in gebouwen en woningen (bijvoorbeeld met grote ramen "op het zuiden").
- Anno 2021 is zonne-energie goedkoper dan conventionele energie. Door de trend dat zonnepanelen en windmolens goedkoper worden en fossiele brandstof duurder wordt door carbon-pricing zal dit verschil steeds groter worden en zal het in 2030 niet meer rendabel zijn om fossiele brandstofcentrales in productie te houden.[70]
- Het Duitse Fraunhofer instituut verwacht dat de zonnepanelen in combinatie met batterij opslag gerekend in Levelized Cost of Energy (LCOE) competitief is met fossiele energie in 2022[71].

Opkomende soorten zijn:
- Zonnewarmte in combinatie met heel goed geïsoleerde woningen en gebouwen. Er zijn al cv-ketels op de markt die bij voorkeur warmte uit de zonnecollectoren benutten voor ruimteverwarming, en pas op gas overschakelen als er zonnewarmte te kort is. Voor grote gebouwen en woonwijken worden deze keteks gecombineerd met Koude-Warmte-opslag in de ondergrond. Afhankelijk van het ontwerp is helemaal geen aardgas meer nodig of is het stookseizoen verkort. Dit soort systemen verbruikt wel weer meer elektriciteit dan de verwarming die alleen aardgas gebruikt.

De kosten kunnen ook op een andere manier berekend worden. Naast de productiekosten zijn er ook negatieve externaliteiten (maatschappelijke kosten), zoals schade aan de gezondheid, bijvoorbeeld door de inademing van roetdeeltjes, de gevolgen van klimaatverandering, milieuvervuiling, watervervuiling, landschapsvervuiling en ruimtebeslag. Als deze maatschappelijke kosten worden meegeteld, zijn veel hernieuwbare energiebronnen juist economisch voordeliger dan fossiele brandstoffen. Windenergie op land en waterkracht zijn het goedkoopst, gevolgd door kolen, geothermische energie, zonne-energie, gas, windenergie op zee en tot slot olie.
Naarmate de variabele duurzame energie een groter deel gaat uitmaken van de elektriciteitslevering, zal het lastiger worden om de energievraag en energielevering in balans te brengen. De hoeveelheid wind en zon staat niet in relatie met de vraag naar energie. Er kan een grote piekvraag zijn aan energie, terwijl er geen zon is en het windstil is. Om de energielevering te garanderen zijn dan als reserve dure energiecentrales nodig die minder duurzaam zijn. Dit probleem kan opgevangen worden door meer energieopslag, maar ook door de energievraag tijdelijk te beperken. Dit kan door een meer dynamische beprijzing van de energie in te voeren. Wanneer er veel duurzame energie is en weinig vraag, dan zijn de energieprijzen laag. Dan kan bijvoorbeeld de wasmachine draaien en kan de warmtepomp extra draaien voor de verwarming of de airconditioning. Ook kan energie aan het net geleverd worden vanuit de elektrische auto of energieopslagbatterij van het huis, aan het elektriciteitsnet als prijzen hoog zijn.

## Subsidies
Er zijn diverse stimuleringsmaatregelen om duurzame energie te subsidiëren, zoals de SDE. Er is heel wat kritiek op subsidie voor duurzame energie; zo stelt de lobby van de fossiele energie dat windmolens "alleen draaien op subsidie". Wat minder bekend is, is dat er ook subsidie op fossiele brandstoffen wordt verstrekt. Belastingvrijstelling wordt bijvoorbeeld verleend voor vliegtuigbrandstof.

## Kernfusie
De grondstoffen die nodig zijn voor kernfusie, deuterium en lithium, zijn praktisch onuitputtelijk. Lithium is nodig voor de productie van tritium dat fuseert met deuterium. Bij toepassing van kernfusie zal naar verwachting radioactieve vervuiling ontstaan door de straling waaraan het materiaal van de installatie blootgesteld wordt. Deze radioactiviteit heeft echter een korte halveringstijd en zal daardoor geen structureel probleem vormen. In de huidige (2018) stand van het onderzoek is kernfusie als energiebron wel principieel haalbaar, maar technisch en economisch nog niet.
Volgens de gangbare ontwikkelingsscenario's zal het tot 2050 duren alvorens kernfusie technisch haalbaar is met de DEMO2 reactor. Onderzoek naar de kosten voorzien een energieprijs van 100 euro per megawatt. Sommigen vinden daarom dat het geld dat aan de ontwikkeling van de kernfusiereactor in Zuid-Frankrijk wordt uitgegeven, verspilling is. Anno 2021 zijn er duurzame energieoplossingen die niet alleen goedkoper zijn maar ook nu toegepast kunnen worden.